# 奥托·法尔
奥托·法尔（德語：Otto Fahr，1892年8月19日—1969年2月28日），德国男子游泳运动员。他曾代表德国参加1912年夏季奥林匹克运动会游泳比赛，获得男子100米仰泳银牌。他也曾在同一年刷新男子100米仰泳和200米仰泳的世界纪录。